# Harri J. Rantala
Harri J. Rantala, född 1980 i Nurmo, Finland, är en finsk filmregissör.

## Filmografi
- Kaukopartio - Long Range Patrol (2013)
- Kotiinpaluu - Return (2010)
- Nurmoo – Shout from the plain (2009)
- Daughters of Snow (2007)
- M.A. Numminen: Sedena con la mia donna nel parco del parlamento (2006)
- Mutalan raitilla - The Road of Mutala (2005)
- The Sacrifice (2004)